# Булыгинская дума
Булыгинская дума — проект  Государственной думы Российской империи, созыв которой предусматривался Манифестом от 6 августа 1905 года. Проект подготовил министр внутренних дел Александр Булыгин (отсюда и название думы). Дума должна была минимизировать революционные достижения, полученные в результате революции 1905—1907 годов в России. Согласно законопроекту, от выборов в Булыгинскую думу полностью отстранялись рабочие и бедное крестьянство (на основании имущественного ценза), не допускались к участию в выборах также женщины, военнослужащие и учащаяся (студенческая) молодежь. Для крестьян устанавливались 4-х ступенчатые, для дворян и буржуазии — 2-ступенчатые выборы. Роль Думы сводилась фактически до статуса законосовещательного органа при царском правительстве. Проект Булыгинской думы вызвал общественное возмущение, особенно остро его критиковали социал-демократы и либеральный «Союз союзов». Октябрьская всеобщая политическая стачка 1905 года сорвала выборы и созыв Булыгинской думы.